# Aeropuerto Internacional Capitán FAP Guillermo Concha Iberico
El Aeropuerto Internacional Capitán FAP Guillermo Concha Iberico (IATA: PIU, OACI: SPUR) es un aeropuerto internacional ubicado en el distrito de Castilla, provincia y departamento de Piura, Perú. Administrado por la concesionaria Aeropuertos del Perú (AdP), una empresa privada que también gestiona otros 11 aeropuertos peruanos.
Aunque cuenta con la capacidad para gestionar vuelos internacionales, en la actualidad solo está operando vuelos nacionales. Asimismo, presta servicios a la Fuerza Aérea, el Ejército, la Marina de Guerra y la Policía Nacional del Perú; además de a particulares.
Con una afluencia anual de más de ochocientas mil personas, actualmente se encuentra en curso un proyecto para expandir su infraestructura y mejorar sus servicios y medidas de seguridad. Este plan abarca la construcción de un terminal de pasajeros adicional y la prolongación de la pista de aterrizaje 01-19, entre otras iniciativas.

## Aerolíneas y destinos

### Aerolíneas
Las aerolíneas operativas del aeropuerto son LATAM Perú, Sky Airline Perú y JetSmart Perú con vuelos provenientes de Lima.
El tiempo de vuelo entre ciudades es de aproximadamente una hora y treinta minutos desde Piura hacia Lima, y de una hora y treinta y cinco minutos desde Lima hacia Piura. 
| Aerolíneas                 | Aeronaves      |
| -------------------------- | -------------- |
| JetSMART Perú 1 destino    | Airbus A320Neo |
| LATAM Perú 1 destino       | A319, A320-200 |
| Sky Airline Perú 1 destino | Airbus A320Neo |

### Destinos nacionales
| Ciudades por regiones          | Nombre del aeropuerto                 | Aerolíneas                                |
| ------------------------------ | ------------------------------------- | ----------------------------------------- |
| Lima (1 destino, 3 aerolíneas) |                                       |                                           |
| Lima                           | Aeropuerto Internacional Jorge Chávez | JetSMART Perú LATAM Perú Sky Airline Perú |

### Destinos internacionales
| Ciudades por países                    | Nombre del aeropuerto                           | Aerolíneas     | Aeronave   | Frecuencias semanales        |
| Suramérica                             | Suramérica                                      | Suramérica     | Suramérica | Suramérica                   |
| -------------------------------------- | ----------------------------------------------- | -------------- | ---------- | ---------------------------- |
| Ecuador                                |                                                 |                |            |                              |
| Guayaquil                              | Aeropuerto Internacional José Joaquín de Olmedo | Jet Smart Perú | A320       | 7 (Planes de inicio en 2026) |
| Cuenca                                 | Aeropuerto Internacional Mariscal La Mar        | Jet Smart Perú | A320       | 7 (Planes de inicio en 2026) |
| Total: 2 destinos, 1 país, 1 aerolínea |                                                 |                |            |                              |

## Ubicación
El aeropuerto se ubica en el distrito de Castilla, en la provincia y departamento de Piura, aproximadamente a 1.5 km del centro de la ciudad de Piura.

## Transporte
Autobuses, shuttles y taxis comunican el aeropuerto con toda el área urbana.

## Servicios

### Alquiler de automóviles
Servicio de alquiler de automóviles de las compañías más reconocidas de la ciudad.

### Reserva de hoteles
Cuenta con mostradores de información y reserva de hoteles, entre otros servicios.

### Minusválidos
Para pasajeros que requieran atención especial, recomiendan coordinar previamente con su compañía aérea o de viajes.

### Estacionamiento
La playa de estacionamiento del aeropuerto se sitúa frente a la terminal.

## Ampliación y modernización
La subsidiaria Aeropuertos del Perú - AdP viene gestionando un proyecto con una inversión de $ 192 998 844 que permitirá, a mediano plazo, ampliar la infraestructura, mejorar los servicios y la seguridad del principal terminal aéreo de Piura con el fin de mejorar la conectividad en aras de la competitividad y desarrollo de la región.
El alcance del proyecto consiste en:
- Construcción de un nuevo terminal de pasajeros.
- Construcción de nuevo terminal de carga.
- Extensión de la pista de aterrizaje 01-19.
- Construcción de calles de rodaje.
- Cumplimiento de normativa OACI.
- Plataformas de aviación general, comercial y carga.
- Instalaciones para servicios de aviación.
- Bloque de servicios y sanitario.
- Estación salvamento y extinción de incendios.
- Aparcamiento, accesos y vialidad.
- Planta de combustible.

El proyecto se encuentra incorporado en el Programa Multianual de Inversiones 2019-2021 con código único 2413168. El PMI fue aprobado con Resolución Ministerial RM 320-2018-MTC el 8 de mayo de 2018. Cuatro años después, el 19 de abril de 2022, Aeropuertos del Perú - AdP suscribió un contrato con el consorcio CESEL-UG21 para desarrollar el expediente técnico de inversión de optimización para la construcción del terminal de pasajeros, ampliación de la plataforma de aeronaves y otras instalaciones de soporte para el aeropuerto.
En marzo de 2024, AdP anunció que durante ese año se invertirán 45 millones de dólares en la rehabilitación de las pistas de aterrizaje del aeropuerto y que, para 2028, se iniciará con la construcción de una nueva terminal de pasajeros con una inversión de 800 millones de dólares.

## Incidentes y accidentes
El 28 de marzo de 1998, un Antonov An-32 de la Fuerza Aérea del Perú con doble matrícula civil/militar OB-1389/FAP-388 y procedente de Tumbes que evacuaba a 50 personas varadas por las inundaciones provocadas por el El Niño, sufrió una falla en el motor mientras se acercaba a Piura. Como el avión estaba sobrecargado, el piloto no pudo mantener la altitud y el avión chocó contra tres casas de un barrio cercano y se estrelló contra un canal. Mientras la tripulación de cinco personas sobrevivió, 21 pasajeros y una persona en tierra murieron.
El 20 de septiembre de 2005, un Air Rum L1011 lleno de fanáticos de la selección de fútbol de Gambia que se dirigía a Lima, Perú, simuló una emergencia por falta de combustible para que el vuelo tuviera que desviarse a Piura. Los fanáticos iban a apoyar a su equipo nacional que jugaba en la ciudad por el Campeonato Mundial Sub-17 de la FIFA 2005.